# Église du Saint-Sacrement de Namur
 (mars 2022).
Si vous disposez d'ouvrages ou d'articles de référence ou si vous connaissez des sites web de qualité traitant du thème abordé ici, merci de compléter l'article en donnant les références utiles à sa vérifiabilité et en les liant à la section « Notes et références ».
L’église du Saint-Sacrement est un édifice religieux catholique sis à Bomel, un faubourg-nord de la ville de Namur (Belgique). Construite au début du XXe siècle pour un quartier en pleine expansion l’église est lieu de culte principal pour les catholiques du quartier de Bomel.

## Histoire
Thomas-Louis Heylen OPraem est élu évêque de Namur en 1901. Fervent de la dévotion eucharistique il est bientôt nommé par le pape Léon XIII président du comité permanent des Congrès eucharistiques internationaux. Il s’empresse d’en organiser un dans son diocèse de Namur. Le 14e Congrès international eucharistique se tient à Namur en 1902.
C’est dans la même ferveur eucharistique que, lorsque le projet d’une église à Bomel, un faubourg en pleine expansion à la sortie nord de la ville de Namur, se concrétise, Thomas-Louis Heylen décide d’en faire un hommage à l’Eucharistie.
Le chantier de l’église est ouvert en 1906 et l’édifice est consacré et ouvert au culte deux ans plus tard. Durant de nombreuses années les services pastoraux furent assurés par une communauté de Chanoines du Latran, jusque vers 1991. L’église est lieu de culte de la communauté catholique de Bomel et des environs.

## Description
- Bâtiment en forme de croix latine au sol, l’église a son clocher dans l’angle formé par le transept droit avec le sanctuaire.
- L’ornementation générale de l’église, et surtout ses vitraux, est nettement eucharistique. Sur toute la façade les trois hautes fenêtres ogivales sont des vitraux illustrants, à gauche et droite des anges agenouillés en adoration devant un grand ostensoir eucharistique. Dans la fenêtre centrale : une gloire eucharistique. Sur des vitraux de murs latéraux de l’église des représentations de sainte Julienne de Cornillon (à qui l’on doit l’institution de la ‘Fête-Dieu’), saint Pierre-Julien Eymard (qui conçut l’adoration eucharistique perpétuelle) et saint Pascal Baylon (franciscain du XVIe siècle connu pour sa dévotion eucharistique), l’un portant un ostensoir et l’autre un calice avec le pain eucharistique.